# Schönberg-Chandrasekhar-gränsen
I stjärnastrofysik anger Schönberg-Chandrasekhar-gränsen den maximala massan hos en icke-fusionerande, isotermisk kärna som kan stödja ett omslutande skal. Det uttrycks som förhållandet mellan kärnmassan och kärnans och skalets totala massa. Uppskattningarna av gränsen beror på de modeller som används och de förmodade kemiska sammansättningarna av kärnan och skalet. Typiska värden som ges ligger i området 0,10 till 0,15 (10 - 15 procent av den totala stjärnmassan). Detta är det maximum till vilket en heliumfylld kärna kan växa, och om denna gräns överskrids, vilket bara kan hända i massiva stjärnor, kollapsar kärnan och frigör energi som får stjärnans yttre lager att expandera till att bli en röd jätte. Den är uppkallad efter astrofysikerna Subrahmanyan Chandrasekhar och Mario Schönberg, som uppskattade dess värde i en rapport från 1942. De uppskattade att det var
{\displaystyle \operatorname {\left({\frac {\operatorname {M} _{ic}}{M}}\right)} _{SC}=0.37\left({\frac {\operatorname {\mu } _{e}}{\operatorname {\mu } _{ic}}}\right)^{2}}
Schönberg-Chandrasekhar-gränsen spelar in när termonukleär fusion i en stjärna i huvudserien förbrukar vätet i stjärnans kärna. Stjärnan drar sedan ihop sig tills väte fusionerar in i ett skal som omger en heliumrik kärna, som båda är omgivna av ett skal som främst består av väte. Kärnan ökar i massa när skalet fusioneras utåt genom stjärnan. Om stjärnans massa är mindre än ca 1,5 solmassor kommer kärnan att degenerera innan Schönberg-Chandrasekhar-gränsen uppnås, medan den å andra sidan, om massan är större än ca 6 solmassor, lämnar huvudserien med en kärnmassa som redan är större än Schönberg-Chandrasekhar-gränsen så dess kärna aldrig är isotermisk före heliumfusion. I det återstående fallet, där massan är mellan 1,5 och 6 solmassor, kommer kärnan att växa tills gränsen har nåtts, då den kommer att minska snabbt tills helium börjar fusioneras i kärnan.